# Maurice Mercier
Maurice Mercier (12 mai 1907 à Roanne - 6 août 1972 à Cahors) est un dirigeant syndical et résistant  français. D'abord membre de la CGT, il a été secrétaire général de la Fédération Force Ouvrière des Textiles de 1952 à 1972.

## Biographie
Maurice Mercier est né dans le milieu ouvrier de Roanne. Il est élevé par ses grands-parents, et reconnu par son père, Théodore Mercier, lorsqu’il a onze ans. Il commence à travailler à treize ans. À vingt ans, il est secrétaire du syndicat CGTU de la teinturerie et de l’apprêt de Roanne, puis il devient secrétaire de l’Union locale. Ayant adhéré au Parti communiste français en 1934, il est, à 24 ans, délégué au congrès régional du Parti communiste de janvier 1935. En 1937, il est élu secrétaire fédéral au sein de la Fédération CGT du Textile.
Pendant la Seconde Guerre mondiale, il s’engage sans réserve dans la Résistance. Aux côtés de Benoît Frachon, il fait partie du petit groupe de syndicalistes qui reconstitue la CGT interdite dans la clandestinité et forme le bureau confédéral de la CGT illégale. Il participe à plusieurs commissions du Conseil national de la Résistance.
En 1945, il est membre du bureau de la Fédération CGT du Textile et de la commission administrative de la confédération. Cependant, apparemment déçu par l’attitude du PCF et de la CGT vis-à-vis du besoin de reconstruction de la France, il démissionne de la CGT. Il se syndique à nouveau, après la scission de décembre 1947, au syndicat CGT-Force Ouvrière. Il est l'un des fondateurs, en janvier 1948, de la Fédération nationale FO des Textiles de France et d’Outre-mer. Après le décès du premier secrétaire général Maurice Vanhonacker, la fédération est dirigée conjointement par Ernest Vigreux et Maurice Mercier, puis par Maurice Mercier assuma seul, jusqu’en 1972.
En 1950, il rencontre des militants du Réarmement moral, qui font une profonde impression sur lui. Sans abandonner ses convictions, il coopère avec ce mouvement, y voyant une occasion d’avancer plus rapidement dans les négociations avec le patronat, et il  parvient en effet, après des négociations qui ont en partie lieu à Caux, centre de rencontre suisse du Réarmement moral, à signer avec les patrons du textile, le 1er février 1951, la première convention collective de branche signée en France, laquelle relève de 15% les salaires des 600 000 ouvriers que compte alors la branche. Il propage alors énergiquement les idées du Réarmement moral qui lui paraissent « révolutionnaires », notamment lors de grands meetings à Tourcoing puis à la Mutualité à Paris. Malgré de violentes critiques émanant notamment de son ancien camarade de lutte Benoît Frachon, il persiste et parvient, en 1953, à la signature d’un nouvel accord de branche qui accorde un réajustement salarial de 8% par an, une 3e semaine de congés payés, et qui crée une caisse de retraite complémentaire, une école de formation syndicale et d'un organisme de contrôle pour surveiller l'application de l'accord,.
Ces avancées de la politique contractuelle le confortent dans son syndicat et il reste à la tête du syndicat FO des Textiles jusqu’en mai 1972, et à la commission exécutive confédérale de 1954 à 1971. Remplacé par Francis Desrousseaux lors du congrès de 1972, il est alors nommé président d’honneur de la Fédération FO du textile. 
Il décède, en août 1972, à Cahors, après une retraite particulièrement brève.

## Distinctions
Il est nommé chevalier de la Légion d’honneur en novembre 1971. Il choisit de tenir la cérémonie dans la maison du Réarmement moral à Boulogne-Billancourt. André Bergeron déclare à cette occasion, à propos des accords de 1953, « c’est sans doute à partir de ces accords que nous avons pu, les uns et les autres, élargir le champ de la politique contractuelle. » .